# L'alabarder
L'alabarder, Alabarder o Retrat d'un alabarder és una pintura a l'oli sobre taula, posteriorment transferida a llenç, de Pontormo, de 92 x 72 cm, datada el 1529-1530 o 1537 i conservada al Museu J. Paul Getty de Los Angeles.

## Història
Durant molt de temps es va considerar que el retratat era Francesco Guardi, un jove soldat de la República Florentina durant el setge de Florència, que Vasari esmenta com a objecte d'un fi retrat de Pontormo. El noi, que havia nascut el 1514 i residia al barri de Borgo la Croce, era aleshores un adolescent. Una altra teoria, basada en una nota d'un antic inventari, afirma que seria Cosme I de Médici, un victoriós jove de 18 anys després de la batalla de Montemurlo el 1537.
En qualsevol cas, l'obra era a les col·leccions dels Riccardi a Florència i va anar passant per successives col·leccions privades. El maig de 1989 va sortir a subhasta, aconseguint el preu més alt pagat fins aleshores per una obra d'art "antiga" (Vells Mestres): 32,5 milions de dòlars.
De l'obra hi ha un dibuix preparatori al Gabinet de Dibuixos i Gravats de la Galleria degli Uffizi que mostra una posició diferent de la figura, més frontal i amb menys gir.

## Descripció i estil

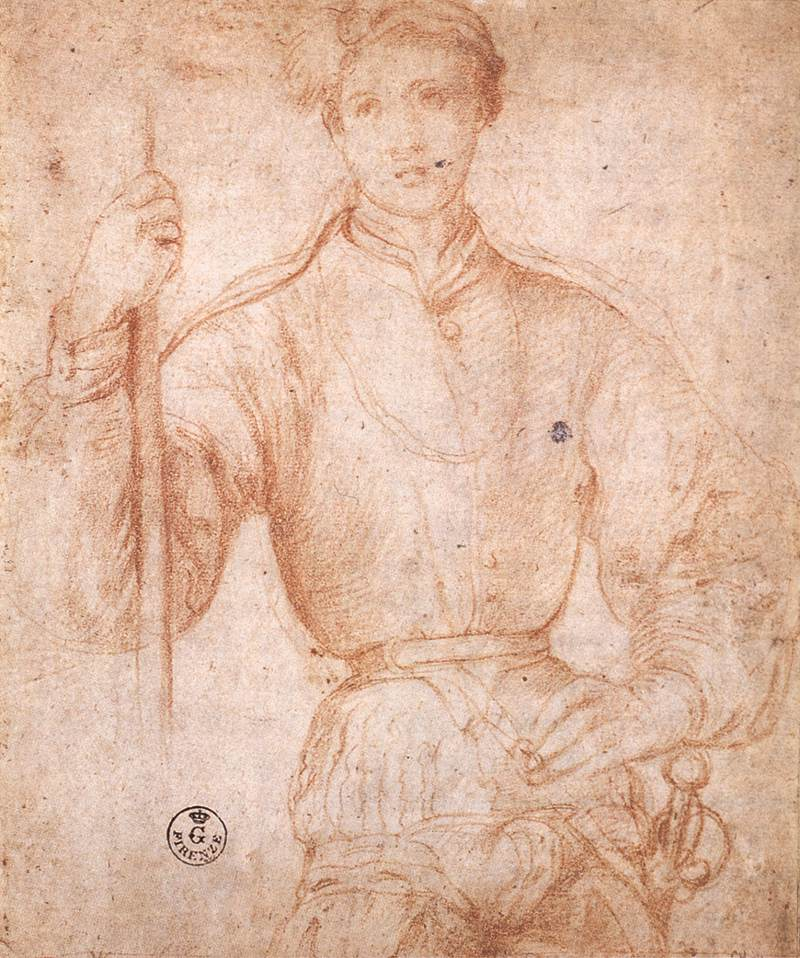
Dibuix preparatori

Un noi jove, estatuari en primer pla, en un enquadrament aproximat fins a la cuixa, contra el fons d'un baluard de pedra tot just definit. Es recolza a l'asta de l'alabarda amb una ferma subjecció de la mà dreta, mentre l'esquerra descansa orgullosament sobre el maluc. La vestimenta, elegantíssima, consisteix en unes calces vermelles, un fi cinturó que en ressalta l'esvelta cintura i del qual penja l'espasa, un gipó de seda clara i gruixuda, una llarga cadena de baules d'or al coll, la camisa blanca sorgint del coll alt, els punys prisats, la cridanera bragueta, una gorra també vermella amb una agulla d'or clavada que subjecta una ploma i una medalla amb les figures d'Hèrcules i Anteu.
Els diversos materials estan plasmats amb extraordinària habilitat pictòrica, des del metall brunyit de l'empunyadura de l'espasa, fins al cuir del cinturó, passant per la suavitat del plomissol de la gorra, la fusta vetejada de l'asta de l'alabarda, o la sedosa consistència dels plecs de les mànigues del gipó, que recorda les lliçons de Rafael.